# Orthorrhynchiaceae
Orthorrhynchiaceae là một họ rêu trong bộ Hypnales.